# Зинчук, Виктор Иванович
Виктор Иванович Зинчук (род. 8 апреля 1958, Москва, СССР) — российский гитарист, композитор, аранжировщик, Заслуженный артист России (2005). Ассоциированный профессор международной академии наук Сан-Марино,
доцент Московского государственного университета культуры и искусств. Помимо создания своей собственной музыки, сделал много аранжировок классической музыки: И. С. Баха, Н. Паганини, М. Глинки, Дж. Верди, Дж. Гершвина.

## Биография
Родился 8 апреля 1958 года в Москве. На гитаре начал играть в 11 лет. Вплоть до 16 лет играл в школьных ансамблях. Поняв, что гитара является призванием и требует настоящей профессиональной подготовки, в 1976 году поступил в Музыкально-педагогическое училище имени Октябрьской Революции, где учился до 1980 года по классу классической гитары и дирижирования оркестром народных инструментов. Играл в ансамбле «Арсенал» у Алексея Козлова и группе Вячеслава Горского «Квадро». В 1987 году Зинчук начал сольную карьеру. Именно в это время он был признан лучшим гитаристом, согласно данным опроса Молодёжного канала Всесоюзного радио. Также в 1987 году по Центральному телевидению СССР был показан документальный фильм о Викторе Зинчуке. В 1991 году победил на большом[уточнить] музыкальном фестивале в Швейцарии. В 1995 году окончил с отличием Московский государственный университет культуры и искусств.

## Достижения и награды
- Орден Дружбы (25 октября 2018 года) — за большой вклад в развитие отечественной культуры и искусства, многолетнюю плодотворную деятельность[3]
- Заслуженный артист Российской Федерации (25 октября 2005 года) — за заслуги в области искусства[4]

## Фестивали и конкурсы
- 1983 — фестиваль имени Вагифа Мустафа-Заде (Баку, Первая премия)
- 1983 — Московский джаз-фестиваль (лауреат)
- 1983 — Ленинградский джаз-фестиваль (лауреат)
- 1989 — Международный фестиваль «Интершанс’89» (лауреат)
- 1990 — Телевизионный фестиваль «Путь к Парнасу» (лауреат)
- 1991 — Международный фестиваль в городе Фрибур, Швейцария (лауреат)
- 1993 — Международный фестиваль «Братиславская лира»
- 1994 — Рок-фестиваль Key Brothers (Турин, Италия)
- 1994 — медаль мэра коммуны Поншарра (Франция)
- 1996 — Международный фестиваль «Золотой олень» (Трансильвания, Румыния, 3 место в номинации «Видеоклип»)
- 2003 — Международный фестиваль «Славянский базар» (Витебск)
- 2004 — Международный фестиваль в рамках международной музыкальной выставки «Musik Messe» (Франкфурт-на-Майне)
- 2012 — Всероссийский фестиваль песни студенческих отрядов «Знаменка»

## Дискография
- Не бросай камней (1990)
- Mix No. 1 (1994)
- Неоклассика (1998)
- Одинокий в ночи (1998)
- Неолирика (2000)
- Амадеус No. 146 (2002)
- Одинокий в ночи (2002)
- Неоклассика (2003)
- Двенадцать гитар магистра (2005)
- Кельтский альбом (2010)
- Формула позитива (2012)
- Триумф гитары (2015)
- Секрет релакса (2021)